# Antojito
L’antojito (littéralement « petite envie » en espagnol) est un type de plat mexicain (ainsi que dans d'autres pays d'Amérique latine), consommé généralement en tant que collation, de manière informelle, à toute heure, mais qui peut aussi être servi en tant que plat principal.
Les antojitos sont un sous-groupe des plats appelés garnachas (es).
Ce peut être une friture à base de tortilla de maïs accompagnée d'une sauce aux piments, ou aussi de pain-toast, tel que le platillo volador, qui est une sorte de croque-monsieur.
Il peut prendre la forme d'un taco, d'une quesadilla, d'une torta (es), d'un pambazo, d'un sope, d'un tlacoyo ou d'une tlayuda.
Dans d'autres pays, comme au Venezuela, l’antojito peut être composé de cacahouètes ou de noix de cajou frites et salées, ou se présenter sous la forme d’empanadas ou de tequeños.